# تلعثم
التلعثم أو التأتأة هو نوع من الاضطراب في الكلام عندما يتعطل الاسترسال في الحديث بسبب التكرار اللاإرادي وإطالة الأصوات والمقاطع والكلمات أو العبارات بالإضافة إلى التوقفات الصامتة اللا إرادية أثناء الكلام، أو العوائق التي لا يستطيع فيها الشخص الذي يتلعثم أن يصدر أي أصوات. وغالباً ما يرتبط مصطلح التأتأة أو التلعثم بالتكرار الصوتي اللاإرادي، كما يشمل أيضًا التردد غير الطبيعي أو التوقف المؤقت قبل البدء في الكلام والذي يشير إليه الأشخاص الذين يتلعثمون ككتل وإطالة بعض الأصوات وعادة ما تكون حروف العلة أو شبه حروف العلة ووفقًا للعالم واتكنز وآخرون فإن التأتأة هي عبارة عن اضطراب في اختيار واستهلال الكلام وتنفيذ التسلسل الحركي اللازم لصياغة الكلام بطلاقة والمشكلة الأساسية. بالنسبة للكثير من الأشخاص الذين يتلعثمون هي مشكلة التكرار والترديد ويغطي مصطلح التأتأة نطاقًا واسعًا من الشدة التي تشتمل على عوائق يمكن إدراكها بصعوبة شديدة والتي تكون إلى حد كبير تجميلية للأعراض الشديدة التي تمنع التواصل الشفهي بشكل فعال ويوجد في العالم من الرجال الذين يتلعثمون ما يقارب أربعة أضعاف عدد النساء المتلعثمات بما في ذلك 70 مليون شخص في جميع أنحاء العالم أي حوالي 1% من سكان العالم.
وقد يكون تأثير التأتأة شديدًا على أداء الشخص وحالته العاطفية وقد يشمل ذلك الخوف من نطق حروف علة محددة أو حروف ساكنة معينة أو الخوف من الوقوع في التأتأة في المواقف الاجتماعية وربما عزلة يفرضها على نفسه أو القلق، التوتر، الخجل أو قلة الاعتداد بالنفس أو كونه هدفًا محتملًا للتنمر خاصة لدى الأطفال أو حاجته إلى استخدام بدائل للكلمات أو إعادة ترتيب الكلمات في الجملة لإخفاء التأتأة أو الشعور بفقدان السيطرة خلال الكلام يُنظر إلى التأتأة أحيانًا على أنها من أعراض القلق ولكن في الواقع لا يوجد ارتباط مباشر بين التأتأة والقلق في هذا الاتجاه على الرغم من أن العكس قد يكون صحيحًا لأن القلق الاجتماعي قد يتطور فعليًا لدى الأفراد نتيجة لتلعثمهم.
التأتأة ليست مشكلة في الإنتاج الصوتي الطبيعي للكلمات وصياغة الكلام أو ترتيب الأفكار في كلمات ولا تتسبب العصبية الحادة والإجهاد في التأتأة، ولكنهما يمكن أن يؤديان إلى التأتأة في الأشخاص الذين يعانون من الاضطراب في الكلام كما أن التعايش مع إعاقة التأتأة قد يؤدي إلى القلق والإجهاد العصبي الثابت والتوتر الذي يقلل من شحنة الإجهاد الحاد اللازم الذي يقلل من كمية الإجهاد الحاد الضروري لتحريك التأتأة في أي شخص يتلعثم، مما يؤدي إلى تفاقم المشكلة بطريقة نظام التغذية الراجعة الإيجابية وقد تم اقتراح اسم «متلازمة التلعثم» لهذه الحالة. فلا الإجهاد الحاد أو الإجهاد المزمن في حد ذاته يخلق أي استعداد للتأتأة.
كما أن هذا الاضطراب مُتغير أيضًا، مما يعني أنه في حالات معينة مثل التحدث عبر الهاتف أو في مجموعة كبيرة من الناس قد يكون التأتأة أكثر حدة أو أقل اعتمادًا على ما إذا كان المتلعثم مدركًا لذاته بشأن التأتأة وغالباً ما يجد المتأتئون أن تأتأتهم تتأرجح وتتذبذب وأن لديهم أيام  جيدة أيام سيئة وأحياناً أيام خالية من التأتأة فالأوقات والأيام التي تتقلب فيها التأتأة يمكن أن تكون عشوائية. وعلى الرغم من أن المسببات الدقيقة للتلعثم أو أسباب التلعثم غير معروفة إلا أنه يُعتقد أن كل من علم الوراثة والفيزيولوجيا العصبية يسهمان فيه كما أن هناك العديد من العلاجات وتقنيات علاج النطق المتاحة التي قد تساعد في تقليل اضطراب النطق لدى بعض الأشخاص الذين يتلعثمون إلى درجة لا تستطيع الأذن غير المدربة فيها تحديد المشكلة، ومع ذلك لا يوجد علاج لهذا الاضطراب في الوقت الحاضر. وقد تتوافق شدة حالة تأتأة الشخص مع كمية علاج النطق اللازمة لتقليل حالات عدم الطلاقة في الكلام. يحتاج التلعثم الشديد إلى علاج طويل الأمد وعمل شاق من أجل تقليل عدم الطلاقة في الكلام.

## صفات

### السلوكيات الشائعة
تتمثل السلوكيات الأساسية في التأتأة في العلامات العلنية التي يمكن ملاحظتها لحالات عدم الفصاحة في الكلام بما في ذلك تكرار الأصوات والمقاطع والكلمات أو العبارات والنشاط الصامت وإطالة الأصوات. فهذه تختلف عن الاختلالات العادية الموجودة في جميع المتحدثين في أن اختلالات التأتأة قد تستمر لفترة أطول وتحدث بشكل متكرر ويتم إنتاجها بمزيد من الجهد والتوتر. وتختلف حالات الاختلال في التأتأة أيضًا في الجودة: تميل اختلالات الفصاحة الشائعة إلى التحركات المتكررة أو المواقف الثابتة أو السلوكيات الزائدة عن الحاجة. وكل فئة من هذه الفئات الثلاث تتكون من مجموعات فرعية من التأتأة وخلل في النطق.
- تكرار الكلمات[10]
  - تكرار المقطع الفظي - يتم تكرار الكلمة ذات المقطع اللفظي الواحد (مثل: على - على - على كرسي) أو جزء من الكلمة التي لا تزال مقطعًا كاملًا مثل "ت - ت-ت" تحت... "و" م- م – م- مفتوح".
  - تكرار المقطع الفظي غير الكامل – يتم تكرار المقطع الفظي غير المكتمل مثل الحرف الثابت كالحرف الساكن - أي بدون حركة - على سبيل المثال “ب - ب - ب - بارد".
  - التكرار متعدد المقاطع - يتم تكرار أكثر من مقطع لفظي واحد مثل الكلمة الكاملة أو أكثر من كلمة واحدة مثل «أعرف-  أعرف - أعرف الكثير من المعلومات».
- المواقف الثابتة[10]
  - تدفق الهواء المسموع - يحدث إطالة الصوت مثل «أممممممممممي».
  - بدون تدفق مسموع للهواء - مثل كلام في شكل كتلة أو توقف متوتر حيث لا يقدر على التلفظ بشيء رغم الجهود للنطق.
- السلوكيات الزائدة عن اللزوم[10]
  - اللفظي - يتضمن السلوك اللفظي مداخلة مثل اه التي لا لزوم لها وكذلك المراجعات مثل العودة في الكلام وتصحيح البيانات الأولية للمرء مثل «أنا --- صديقتي...» حيث تم تصحيح كلمة «أنا».
  - السلوك غير اللفظي - هذه سلوكيات للكلام إما أن تكون مرئية أو مسموعة مثل الضرب على الشفاه وتصفية أو تنقية الحلق ودفع الرأس وما إلى ذلك من سلوكيات وعادة ما تمثل محاولة لاختراق كتلة كلام أو الالتفاف عليه أو الالتفاف على التأتأة.

### القابلية للتغير
في كثير من الأحيان لا تكون شدة التلعثم ثابتة حتى بالنسبة للأشخاص الذين يعانون من التلعثم الشديد. فالأشخاص الذين يعانون من التأتأة عادةً ما يقولون أن هناك انخفاضًا كبيرًا في عدم الفصاحة عند التحدث في انسجام تام مع متكلم آخر وعند نسخ كلام الشخص الآخر والهمس والغناء والتمثيل أو عند التحدث إلى الحيوانات الأليفة أو الأطفال الصغار أو التحدث مع أنفسهم. الحالات الأخرى مثل التحدث أمام الجمهور والتحدث على الهاتف غالبًا ما يكون هناك تخوف منها إلى حد كبير من قبل الأشخاص الذين يتلعثمون ويُلاحظ زيادة في التأتأة.

### المشاعر والمواقف
يمكن أن يكون للتلعثم تأثير إدراكي وعاطفي سلبي كبير على الشخص الذي يتلعثم.. تتكرر مشاعر الإحراج والعار والإحباط والخوف والغضب والشعور بالذنب لدى الأشخاص الذين يتلعثمون، وقد يزيد التوتر والجهد في الواقع، مما يؤدي إلى زيادة التلعثم بمرور الوقت، قد يتبلور التعرض المستمر لتجارب التحدث الصعبة في مفهوم سلبي عن الذات. ينظر الكثيرون إلى المتلعثمون على أنهم أقل ذكاءً بسبب عدم طلاقتهم؛ ومع ذلك، كمجموعة، يميل الأفراد الذين يتلعثمون إلى أن يكونوا أذكياء أعلى من المتوسط. قد يصوّر الأشخاص الذين يتلعثمون أمام الآخرين، معتقدين أن الآخرين يعتقدون أنهم متوترون أو أغبياء. قد تحتاج هذه المشاعر والمواقف السلبية إلى أن تكون محور تركيز رئيسي لبرنامج العلاج حيث أن كثير من الأشخاص المتلعثون يتأثرون عاطفياً.

### الطلاقة واللإحباط
يمكن للمهام اللغوية أن تستدعي عدم طلاقة الكلام. قد يعاني الأشخاص الذين يتلعثمون من عدم طلاقة متفاوتة. تتطلب المهام التي تؤدي إلى عدم الطلاقة عادةً إلى معالجة الطريقة التي يتحدث بها، والتي تتضمن التخطيط اللغوي. في التلعثم، يُلاحظ أن العديد من الأفراد لا يظهرون تلعثماً عندما يتعلق الأمر بالمهام التي تحتوي على كلمات شائعة. على سبيل المثال، يمكن أن يكون غناء «عيد ميلاد سعيد» أو غناء «النشيد الوطني» لبلاده أو أي خطابات لغوية أخرى شائعة نسبيًا ومتكررة، سهلاً في الأشخاص الذين يتلعثمون. تقلل مثل هذه المهام من التخطيط الدلالي والنحوي والعرضي، في حين أن الكلام أو القراءة العفوية «الخاضعة للرقابة» أو القراءة بصوت عالٍ تتطلب تحويل الأفكار إلى مادة لغوية ومن ثم بناء الجملة. يفترض بعض الباحثين أن طريقة التحكم الفعالة التي يتم التحكم فيها بطريقة الكلام لا تعمل باستمرار بشكل صحيح في الأشخاص الذين يتلعثمون، في حين أن الأشخاص الذين لا يتلعثمون في بعض الأحيان يظهرون فقط كلامًا غير مألوف.

## الأسباب
لا يوجد سبب معين أو حصري للتأتأة النمائية وتشير مجموعة متنوعة من الفرضيات والنظريات إلى أن هناك عوامل متعددة تسهم في التأتأة ومن بين هذه العوامل، وجود أدلة قوية على أن التأتأة لها أساس وراثي فالأطفال الذين لديهم أقارب يتلعثمون من الدرجة الأولى، فهؤلاء الأطفال أكثر عرضة ثلاث مرات للإصابة بالتلعثم عن غيرهم من الأطفال ومع ذلك توحي دراسات التوائم والتبني أن العوامل الوراثية تتفاعل مع العوامل البيئية لحدوث التأتأة والكثير من الأشخاص الذين يعانون من التلعثم ليس لديهم تاريخ عائلي لهذا الاضْطِراب  وهناك دليل على أن التأتأة أكثر شيوعًا في الأطفال الذين يعانون أيضًا من مشاكل في الكلام أو اللغة أو التعلم أو الصعوبات الحركية وقد اقترح الباحث روبرت ويست وهو رائد الدراسات الجينية في التأتأة أن وجود التأتأة يرتبط بحقيقة أن الكلام المفصلي هو آخر اكتساب رئيسي في تطور الإنسان
رأي آخر هو أن تلعثم (stammer) هو العرة المعقدة. يتم الاحتفاظ بهذا العرض للأسباب التالية. إنه ينشأ دائمًا من تكرار الأصوات أو الكلمات. يحب الأطفال الصغار التكرار والشعور بالتوتر الذي يشعرون به، وكلما أحبوا هذا المنفذ لتوترهم - رد فعل طبيعي ومفهوم تمامًا. فهي قادرة على تكرار جميع أنواع السلوك. كلما زاد التوتر الذي يشعر به الشخص كلما قل التغيير. لمزيد من التغيير، أكبر يمكن أن يكون التكرار. لذلك، عندما يجد طفل يبلغ من العمر 3 سنوات أنه لديه أخ أو أخت رضيع جديد، فقد يبدأ في تكرار الأصوات. يمكن أن تصبح التكرارات مشروطة وتلقائية، كما أن النضالات التالية ضد التكرار تؤدي إلى إطالة أمد وكتل في خطابه. عدد أكبر من الأولاد أكثر من البنات، في نسبة 3-4 أولاد: 1 فتاة. وذلك لأن محور الذكور الغدة النخامية الغدة الكظرية (HPA) هو أكثر نشاطا. في حين أنهم يضخون الكورتيزول أكثر من الإناث تحت نفس الاستفزاز، فقد يكونون متوترين أو قلقين ويصبحون متكررين.
في مقالة له في عام 2010، ذكر دينيس دراينا وفريق مرتبط بالتأتأة قال إنه تم العثور على ثلاثة جينات هي: GNPT و GNPTG و NAGPA وقدر الباحثون أن التغيرات في هذه الجينات الثلاثة موجودة في 9% من الأشخاص الذين يتلعثمون والذين لديهم تاريخ عائلي في التأتأة.
وقد تلعب العوامل الخلقية دورًا في التأتأة قد تشمل هذه: الصدمة الجسدية في أو حول الولادة، صعوبات التعلم، وكذلك الشلل الدماغي وفي الأشخاص الآخرين الذين يتلعثمون يمكن أن يكون هناك تأثير إضافي بسبب المواقف العصيبة مثل ولادة الأشقاء أو الحركة أو النمو المفاجئ في القدرة اللغوية.
اللغوية هناك أدلة تجريبية واضحة على الاختلافات الهيكلية والوظيفية في أدمغة الأشخاص الذين يتلعثمون ويتعقد البحث إلى حد ما بسبب إمكانية أن تكون هذه الاختلافات عبارة عن عواقب للتأتأة بدلاً من كونها سبباً له ولكن الأبحاث الحديثة حول الأطفال الأكبر سناً تؤكد الاختلافات الهيكلية وبالتالي أعطب قوة للحجة القائلة بأن بعض الاختلافات على الأقل ليست نتيجة للتأتأة.
ويعتقد أن العجز في المعالجة السمعية هو من أسباب للتأتأة فالتأتأة أقل انتشارًا لدى الأشخاص الصم وأولئك الذين يعانون من صعوبة في السمع وقد يتم تقليل التأتأة عند تغيير التغذية الراجعة مثل الحجب أو تأخر ردود الفعل السمعية أو التغذية الراجعة للتردد التي يتم تبديلها هناك بعض الأدلة على أن التنظيم الوظيفي للقشرة السمعية قد يكون مختلفًا في الأشخاص الذين يتلعثمون.
يتلعثمون هناك أدلة على وجود اختلافات في المعالجة اللغوية بين الأشخاص الذين يتلعثمون والأشخاص الذين لا يتلعثمون لقد وجدت عمليات مسح الدماغ للأشخاص البالغين الذين يعانون من التلعثم، وجدت لديهم زيادة في نشاط النصف الأيمن للمخ والذي يرتبط بالعواطف أكثر من نصف المخ الأيسر المرتبط بالكلام بالإضافة إلى ذلك لوحظ انخفاض التنشيط في القشرة السمعية اليسرى.
وتم اقتراح نموذج القدرات لتعليل التباين وعدم تجانس هذا الاضطراب يختلف أداء الكلام في هذا المنهج تبعاً للقدرة التي يتمتع بها الفرد للتحدث بطلاقة والطلبيات المفروضة على الشخص من خلال وضع التحدث قد تتأثر القدرة على الكلام بطلاقة بالاستعداد للاضطراب والمعالجة السمعية أو العجز في الكلام الحركي والقضايا المعرفية أو العاطفية قد تزداد المطالب بالعوامل الداخلية مثل عدم الثقة أو الاعتداد بالذات أو عدم كفاية المهارات اللغوية أو العوامل الخارجية مثل ضغوط الأقران وضغوط الوقت وحالات الكلام المجهدة والإصرار على الكلام المثالي وما شابه ذلك في التأتأة يُنظر إلى شدة الاضطراب على الأرجح عندما يزداد الطلب على نظام الكلام واللغة لدى الشخص ويتجاوز قدرته على التعامل مع هذه الضغوط ومع ذلك لم يتم تحديد طبيعة القدرة أو العجز بدقة.
تُرجح الجمعية السعودية لأمراض السمع والتخاطب في سبب التلعثم أنه لا يمكن القول بأن هناك سبب محدد لحدوث التلعثم، كذلك لا يمكن حصر الأسباب المؤدية للتلعثم، لأن كل حالة ربما تكون لها أسباب مختلفة عن الحالات الأخرى، وهنا أبرز الأسباب:
- الأسباب العضوية: تتلخص في العامل الوراثي.
- الأسباب النفسية: تتلخص في ضعف الثقة بالنفس، الخوف، القلق، فقدان الشعور بالأمن، الشعور بالنقص، الانطواء، والعصابية، الحرمان الانفعالي، أو الافتقار إلى العطف.
- الأسباب الاجتماعية: تتلخص في إظهار الشخص في موقف اجتماعي سيئ، كقهره وعدم السماح له بالتعبير كما يريد عن نفسه أو إحراجه في مواقف تستدعي الكلام بطلاقة.

## الآلية

### علم وظائف الأعضاء
وعلى الرغم من أن دراسات التصوير العصبي لم تتوصل بعد لوجود ارتباطات عصبية محددة، إلا أن هناك الكثير من الأدلة على أن أدمغة البالغين الذين يتلعثمون تختلف عن أدمغة البالغين الذين لا يتلعثمون كما ظهرت العديد من دراسات التصوير العصبي لتحديد المجالات المرتبطة بالتأتأة  تتغير خلال التأتأة بشكل عام، الأنشطة الدماغية بشكل كبير مقارنة بالراحة الصامتة أو الكلام الطليق بين الأشخاص الذين يتلعثمون والأشخاص الذين لا يتلعثمون وهناك أدلة على أن الأشخاص الذين يتلعثمون ينشطون البرامج الحركية قبل البدء في المعالجة اللغوية أو اللفظية ركزت دراسات تصوير الدماغ في المقام الأول على البالغين ومع ذلك فإن التشوهات العصبية الموجودة في البالغين لا تحدد ما إذا كانت تأتأة الطفولة تسبب هذه الشذوذات أو ما إذا كانت التشوهات هي التي تسبب التأتأة
وقد وجدت الدراسات التي تستخدم التصوير المقطعي -الإصدار البوز تروني (PET) أثناء المهام التي تستدعي الكلام الخجول أن الأشخاص الذين يتلعثمون يظهرون نقص النشاط في المناطق القشرية المرتبطة بمعالجة اللغة مثل منطقة بروكا Broca ولكن يظهرون فرط النشاط في المناطق المرتبطة بالوظيفة الحركية وجدت واحدة من هذه الدراسات التي قيمت فترة التلعثم أنه كان هناك تنشيط أكثر في المخ والمخيخ وإلغاء النسبية للمناطق السمعية في النصف الأيسر من الكرة الأرضية والمناطق الزمنية الأمامية.

وقد وجد التصوير بالرنين المغناطيسي الوظيفي (fMRI) تنشيطًا غير طبيعي في الجهوية الأمامية اليمنى (RFO) وهي منطقة مرتبطة بمهام تقدير الوقت والتي يتم دمجها أحيانًا في الكلام المعقد.
لقد استكشف الباحثون التنشيط القشري الصدغي عن طريق استخدام الدماغ المغناطيسي (MEG) في مهام التعرف على كلمة واحدة، أظهر الأشخاص الذين لا يتلعثمون أولا تنشيط القشرة في المناطق القذالية العظم القذالي هو عظم مؤخر الرأس ثم التنشيط في المناطق القشرية البدائية اليسرى مثل منطقة بروكا وأخيرا تنشيط في القشرات الحركية والحركية العلوية في البداية كانت لدى الأشخاص الذين يتلعثمون تنشيطًا قشريًا في العظم القذالي ولكن المناطق السفلية الأمامية السفلية تم تنشيطها فقط بعد تنشيط المحرك والقشور البدائية
يظهر الأشخاص الذين يتلعثمون خلال عملية صياغة الكلام نشاطاً زائداً في فص الجزيرة الأمامي والمخيخ والدماغ المتوسط كما أنهم يظهرون نشاطا منخفضاً في البطن الحركي والقشرة الرولاندية والقشرة  الحسية ثنائية الجانب وتَلْفيفُ هيشل في النصف الأيسر من الكرة المخ وبالإضافة إلى ذلك فإن صياغة الكلام لدى الأشخاص الذين يتلعثمون يكون نشاطاً أقل في مناطق المحرك القشري والمناطق الحركية الأمامية.

### التحويل الغير طبيعي
لقد دعمت أدلة كثيرة من تقنيات التصوير العصبي النظرية القائلة بأن نصف الكرة الأيمن من الأشخاص الذين يتلعثمون يتدخلون في إنتاج الكلام في نصف الكرة الأيسر
البالغين الذين يتلعثمون لديهم اختلافات تشريحية في التلافيف داخل المناطق الأمامية ومنطقة perisylvian توجد كمية كبيرة من المادة البيضاء في النصف الأيمن من الدماغ بما في ذلك منطقة التلفيف الصدغي العلوي  و تم هذا الاكتشاف باستخدام قياس فوكسيل للقياسات المستندة إلى  المورفومتر  VBM ومن ناحية أخرى فقد تم العثور على كميات أقل من المادة البيضاء في الجزء السفلي الأيسر من الحواف المقوسة التي تربط بين المناطق الزمنية والأمامية في الأشخاص البالغين المتلعثمين
المتلعثمين وقد أظهرت النتائج أن هناك تنسيقا أقل بين محرك الكلام ومناطق التخطيط في نصف المخ الأيسر للدماغ في الرجال والنساء الذين يتلعثمون بالمقارنة مع مجموعة تحكم تتكون من الذين لا يتلعثمون الاتصال التشريحي لمحرك الكلام ومناطق التخطيط أقل قوة في البالغين الذين وخاصة النساء  ويبدو أن الرجاومن ناحية أخرى لدى النساء المتلعثمات اتصال أقل مع المناطق الحركية اليمنى.
المتأتأ تظهر فحوصات التصوير المقطعي بالإصدار البوزيتروني (PET) أن كلا نصفي المخ نشطان، ولكن النصف الأيسر من المخ قد يكون أكثر نشاطًا وعلى النقيض من ذلك فإن الأشخاص الذين يتلعثمون يولِّدون نشاطاً أكثر في النصف الأيمن من الدماغ مما يوحي بأنه قد يتدخل في توليد الكلام في النصف الأيسر من الدماغ هناك مقارنة أخرى هي أن مسح مناطق الدماغ الأمامي أظهر أنها نشطة بشكل غير متناسب في مواضيع التأتأة في حين أن المناطق التي تقع خلف الشق الرولاندي غير نشطة نسبيًا.
وقد تم العثور على زيادات ثنائية غير عادية وعدم تفاوت كبير بين الشق الأيمن والأيسر في وحدة الإمداد عند مقارنة الأشخاص الذين يتلعثمون والأشخاص الذين لا يتلعثمون وقد وجدت هذه الدراسات أيضا أن هناك اختلافات تشريحية في مناطق ما وراء الرولاندية والالياف العضلية الدقيقة.

### الاختلافات التشريحية الأخرى
يقوم الجسم السفني بنقل المعلومات بين نصفي المخ الأيسر والأيمن إن الجسم السفني وطبقة وأجزاء منتصف الجسم الأمامية أكبر في البالغين الذين يتلعثمون مقارنة بالبالغين العاديين الفصيحين أي الذين لا يتلعثمون قد يرجع هذا الاختلاف إلى وظائف غير عادية في تنظيم الدماغ في البالغين المتلعثمين وقد يكون نتيجة للكيفية التي يؤدي بها الكبار المتلعثمون المهام ذات الصلة باللغات علاوة على ذلك، وجدت الأبحاث السابقة أن البالغين الذين يتلعثمون يظهرون نصفي المخ التي تحتوي على توزيع غير مألوف لأنسجة المادة الرمادية والبيضاء.

### الدوبامين الناقل العصبي
وقد وجدت الدراسات الحديثة أن البالغين الذين يتلعثمون لديهم مستويات مرتفعة من الدوبامين  الناقل العصبي  وبالتالي وجدوا مضادات الدوبامين التي تقلل من التأتأة  انظر الأدوية المضادة للتلعثم أدناه وقد تم العثور على نشاط زائد في الدماغ الوسط على مستوى المادة السوداء الممتدة إلى النواة الحمراء والنواة المهادية الفرعية والتي تسهم جميعها في إنتاج الدوبامين ومع ذلك فإن زيادة الدوبامين لا تعني زيادة وظيفة الاستثارة ما دام تأثير الدوبامين يمكن أن يكون مثيرًا ومثبطًا حسب نوع مستقبلات الدوبامين (المسمى D1 - D5) التي تم تحفيزها.

## التشخيص
بعض خصائص الكلام المتلعثم ليس من السهل على المستمعين اكتشافها ونتيجة لذلك يتطلب تشخيص التأتأة مهارات أخصائي شرعي معتمد في لغة الكلام أو أخصائي علم النطق اللغوي (SLP) يستخدم تشخيص التأتأة المعلومات من الملاحظة المباشرة للفرد المتأتي وأيضاً معلومات حول خلفية ذلك الفرد من خلال تاريخ الحالة يجب أن تمتد المعلومات من كلا المصدرين إلى عدة إعدادات وأوقات مختلفة قد يقوم أخصائي علم النطق اللغوي SLP بجمع تاريخ الحالة عن الفرد من خلال مقابلة مفصلة أو محادثة مع الوالدين إذا كان العميل طفلاً كما يمكنهم أيضًا مشاهدة تفاعلات الوالدين والطفل ومراقبة أنماط خطاب والدي الطفل سيكون الهدف الإجمالي لتقييم أخصائي علم النطق اللغوي:
(1) تحديد ما إذا كان هناك عدم فصاحة في الكلام  أو لا
(2) تقييم ما إذا كانت شدته تتطلب مخاوف المزيد من العلاج
أثناء الملاحظة المباشرة للمريض سيراقب أخصائي علم النطق اللغوي الجوانب المختلفة لسلوكيات الفرد في الكلام وقد يقوم المعالج على وجه الخصوص باختبار العوامل بما في ذلك أنواع عدم الفصاحة الموجودة  باستخدام اختبار مثل نوع ضعف الفصاحة (مؤشر نوع الخلل (وتكراره ومدته عدد التكرارات النسبة المئوية للمقاطع المتأتأة ومعدل التحدث  المقاطع في الدقيقة الكلمات في الدقيقة وقد يختبرون أيضًا الطبيعة والطلاقة في التحدث  مقياس تصنيف الوضع الطبيعي واختبار التأتأة في الطفولة والمتتاليات المادية أثناء الكلام  أداة ريلي لقياس شدة التأتأة الطبعة الرابعة وقد يستخدمون أيضًا اختبارًا لتقييم شدة التأتأة وتنبؤات عن مسارها ويشمل أحد هذه الاختبارات أداة التنبؤ بالتلعثم للأطفال الصغار والتي تحلل تاريخ حالة الطفل وتكرار جزيء الكلمة والإطالة والتردد التأتئي من أجل تحديد شدة حالة الاستغراق والتنبؤ بها من أجل الإزمان في المستقبل
التأتأة هي اضطراب معقد متعدد الأوجه يمكن أن يؤثر على حياة الفرد بطرق متنوعة وتتم مراقبة وتقييم الأطفال والبالغين بحثًا عن دليل على وجود علامات اجتماعية أو نفسية أو عاطفية محتملة للإجهاد المرتبط بالاعتلال الذي يعانون منه بعض التقييمات الشائعة لعوامل هذا النوع من المقاييس تشمل: القلق مقاييس إدلار للقلق المتعدّدة الأبعاد (EMAS) والمواقف (تقرير شخصي للتخوف من الاتصال (PRCA) وتصورات الذات (التقييم الذاتي للمتلعثم لردود الفعل على مواقف الكلام (SSRSS) جودة الحياة (التقييم العام لتجربة المتحدث عن التأتأة (OASES) والسلوكيات (تقرير الذاتي كبار السن (OASR) والصحة العقلية (مقابلة تشخيصية دولية مركبة (CIDI)
سيحاول SLP بعد ذلك الجمع بين المعلومات التي تم الحصول عليها من دراسة حالة العميل إلى جانب المعلومات التي تم الحصول عليها من التقييمات من أجل اتخاذ قرار نهائي بشأن وجود اضطراب الطلاقة وتحديد أفضل مسار علاج للعميل.
سيحاول أخصائي علم النطق اللغوي SLP بعد ذلك الجمع بين المعلومات التي تم الحصول عليها من دراسة حالة العميل بالإضافة إلى المعلومات التي تم الحصول عليها من التقييمات من أجل اتخاذ قرار نهائي بشأن وجود اضطراب في الطلاقة وتحديد أفضل مسار للعميل ويمكن أن يتم تشخيص التأتأة أيضًا وفقًا لرموز التشخيص DSM-5  من قبل علماء النفس السريري مع الخبرة الكافية وتصف أحدث نسخة من الدليل التشخيصي DSM-5 لاضطراب الكلام هذا بأنه «اضطراب طوارئ الطفولة التأتأة من أجل التأتأة التنموية و» اضطراب طلاقة البالغين«ومع ذلك فإن السبب المنطقي لهذا التغيير من الدليل التشخيصي والإحصائي الرابع غير موثق بشكل سيئ في المطبوعات المنشورة للجمعية البرلمانية الآسيوية ويرى البعض أن ذلك يشجع على الخلط بين المصطلحين المختلفين تمامًا وهما» الطلاقة«و» التأجيل

### تصنيف
لتلعثم والتأتأة التنموية التي تنشأ عندما يبدأ الطفل في تعلم الكلام ويتطور بينما ينضج الطفل ويبلغ مرحلة البلوغ
وتشمل الاضطرابات المحيطية الأخرى التي تشبه أعراض التأتأة التوحد والتبعثر والهَذْرَمَة الإسراع في الكلام ومرض باركنسون والهزة والشلل والخلل التشنجي والطفرات الانتقائية والقلق الاجتماعي

#### النمائية
فالتأتأة هي عادة اضطراب نمائي يبدأ في مرحلة الطفولة المبكرة ويستمر حتى سن البلوغ في 20% على الأقل من الأطفال المصابين ومتوسط بداية التأتأة هو 30 شهرًا وعلى الرغم من أن هناك بعض التباين، إلا أن السلوكيات التأملية المبكرة تتكون عادةً من تكرار الكلمة أو المقطع، في حين أن السلوكيات الثانوية غير موجودة مثل التوتر أو التجنب أو سلوكيات الهروب معظم الأطفال الصغار غير مدركين بحدوث انقطاع أثناء كلامهم وقد يكون عدم التطابق عرضيا وتتبع فترات التأتأة، فترات من الانخفاض الناقص نسبيا مع المتلعثمين الصغار.
وعلى الرغم من أن معدل التعافي المبكر مرتفع للغاية إلا أن تأخر العافي مع مرور الوقت قد ينقل الشاب الذي يتلعثم من التكرار السهل المريح إلى التأتأة الأكثر توتراً والتي تأخذ جهداً أكبر ويشمل ذلك المصاعب والإطالة في الكلام ويقترح البعض أن ردود أفعال الوالدين قد تؤثر على تطور التلعثم المزمن وقد تؤدي التوصيات التي تدعو إلى «الإبطاء» أو «أخذ نفس» أو «كرر الجملة مرة أخرى» أو ما إلى ذلك من التوصيات إلى زيادة قلق الطفل وخوفه مما يؤدي إلى المزيد من الصعوبات في التحدث و «دورة التأتأة» إلى المزيد من الخوف والقلق والتوقع في التأتأة ومع مرور الوقت، يمكن استخدام التأتأة الثانوية، مثل سلوكيات الهروب وحركات العين والشفاه وكذلك الخوف وتجنب الأصوات أو الكلمات أو الأشخاص أو حالات التحدث وفي نهاية المطاف، يصبح الكثيرون من المتأتئين على دراية كاملة باضطرابهم ويبدأون في تعريف أنفسهم على أنهم متلعثمون مع هذا قد يأتي إحباط أعمق وإحراج وخجل وقد تم وصفت أنماط أخرى نادرة للتطور بما في ذلك ظهور مفاجئ مع عدم قدرة الطفل على الكلام على الرغم من محاولات القيام بذلك عادة لا يستطيع الطفل نطق الصوت الأول للجملة ويظهر مستويات عالية من الوعي والإحباط يبدأ تنوع آخر أيضا فجأة مع تكرار كلمة وعبارة متكررة ولا يشمل تطوير السلوكيات التأتأة الثانوية.
يمكن أيضا أن يكون للتأتأة جذور في   نمو الأطفال فالكثير من الأطفال الصغار والأطفال في سن ما قبل المدرسة يتلعثمون أثناء تعلمهم الكلام وعلى الرغم من أن العديد من الآباء يشعرون بالقلق حيال ذلك فإن معظم هؤلاء الأطفال يتغلبون على التأتأة ويكون لديهم مخاطبة عادية مع تقدمهم في السن وبما أن معظم هؤلاء الأطفال لا يتلعثمون كالبالغين فإن هذه المرحلة الطبيعية من تطور الكلام يشار إليها عادة بالتلعثم الزائف أو بالإفلاس الطبيعي فعندما يتعلم الأطفال التحدث قد يكررون أصواتًا معينة أو يتعثرون أو يخطئون في نطق الكلمات أو يترددون بين الكلمات أو الأصوات البديلة لبعضهم البعض ويكونون غير قادرين على التعبير عن بعض الأصوات عادةً ما يكون للأطفال الذين يعانون من اضطراب في الفصاحة الطبيعية تكرار قصير لأصوات معينة أو مقاطع صوتية أو كلمات قصيرة ومع ذلك فإن التأتأة عادة ما تأتي وتذهب، وتلاحظ أكثر عندما يكون الطفل متحمسًا أو متوترًا أو مفرطًا في التعب ويعتقد أيضا أن التأتأة تنجم عن الفسيولوجيا العصبية التأتأة العصبية هي نوع من اضطراب الفصاحة التي يواجه فيها الشخص صعوبة في سلاسة الكلام بطريقة عادية قد يكون لدى الأفراد الذين يعانون من اضطرابات في سلاسة الكلام الذي يبدو مجزأً أو متوقفًا مع انقطاع متكرر وصعوبة إخراج الكلمات دون جهد أو كفاح يظهر التأتأة العصبية عادة بعد نوع من الإصابة أو المرض على الجهاز العصبي المركزي الإصابات في المخ والحبل الشوكي والقشرة الدماغية وما تحت القشرة والمخيخ وحتى مناطق المسار العصبي.

#### التأتأة المكتسبة
في حالات نادرة يمكن اكتساب التأتأة في مرحلة البلوغ كنتيجة لحدث عصبي مثل الإصابة في الرأس أو ورم في الراس أو السكتة الدماغية أو تعاطي المخدرات  وتتميز التأتأة بخصائص مختلفة عن التأتأة التطورية: فهي تميل إلى أن تكون مقصورةً على التكرار الجزئي للكلمة أو التكرار الصوتي وترتبط بنقص نسبي في القلق والسلوكيات الثانوية فبعض التقنيات مثل ردود الفعل السمعية المتبدلة (انظر أدناه) والتي قد تشجع على تقليل تناقص الفصاحة والطلاقة في الأشخاص الذين يتلعثمون ليست فعالة مع النوع المكتسب.
فقد تنشأ التأتأة النفسية المنشأ أيضا بعد تجربة مؤلمة مثل الحزن الشديد وتفكك العلاقة الاجتماعية أو كرد فعل نفسي للصدمة الجسدية وتميل أعراضه إلى أن تكون متجانسة التأتأة هي البداية المفاجئة وترتبط بحدث هام، فهي ثابتة وغير متأثرة بالمواقف المختلفة وهناك القليل من الوعي أو اهتمام من جانب المتحدث.

## العلاج
قبل البدء في العلاج هناك حاجة إلى تقييم تأتأة المريض لتحديد التدخل المناسب واللذان يتطلبان مهارات أخصائي علم أمراض النطق واللغة. وتشير الأدلة الإكلينكية إلى أن العلاج المقدم من أخصائي علم أمراض النطق واللغة المؤهلين (SLP) يمكن أن يفيد الأشخاص الذين يتلعثمون من كافة الفئات العمرية. رغم عدم وجود علاج كامل للتأتأة إلا أنه توجد العديد من الخيارات العلاجية التي تساعد الأفراد على التحكم في كلامهم بشكل أفضل حيث تركز العديد من العلاجات المتاحة على تعلم الحد من التأتأة باستخدام طرق مثل: الحد من سرعة الكلام وتنظيم التنفس، بالإضافة إلى ذلك تساعد بعض علاجات التأتأة على علاج القلق الذي يواجه الشخص المتأتئ في بعض المواقف؛ ويمكن وصف الخطة العلاجية المتبعة بكونها نهجا شاملا " comprehensive approach" إذا كان التركيز الرئيس للخطة العلاجية هو تحسين موقف المتأتئ تجاه التواصل بالإضافة إلى تقليل تأثير التأتأة السلبي على حياة المتأتئ.
يقوم إختصاصي أمراض نطق اللغة (SLP) بتعليم الأشخاص الذين يتلعثمون السيطرة ومراقبة المعدل الذي يتحدثون به بالإضافة إلى ذلك قد يتعلم الناس البدء في نطق الكلمات بطريقة أبطأ قليلاً بأقل توتر جسدي ممكن وقد يتعلمون أيضًا التحكم في تنفسهم أو مراقبته عند تعلم التحكم في معدل الكلام يبدأ الناس غالبًا بممارسة الكلام السلس والمتقن بمعدلات أبطأ بكثير من الكلام المعتاد باستخدام عبارات وجمل قصيرة وبمرور الوقت، يتعلم الناس إخراج الكلام السلس بمعدلات أسرع في جمل أطول وفي مواقف أكثر تحديًا حتى يصدر صوت الكلام فيما بعد بطلاقة أكثر وبطريقة طبيعية عند معالجة التأتأة عند الأطفال، يوصي بعض الباحثين بإجراء تقييم للحالة كل ثلاثة أشهر من أجل تحديد ما إذا كان خيار العلاج المختار يعمل بشكل فعال أم لا غالباً ما تكون جلسات المتابعة أو المحافظة ضرورية بعد الانتهاء من التدخل الرسمي منعاً للانتكاس.

### إستراتيجيات تعديل الكلام
والتي تشمل إستراتيجيات تشكيل الطلاقة (Fluency shaping)
 وتتضمن التقنيات التي تهدف إلى إجراء تغييرات في توقيت إنتاج الكلام وفي شدة توتر أعضاء الكلام أثناء إنتاجه، والتقنيات التي تهدف إلى إجراء تغييرات في توقيت الوقفات بين المقاطع اللفظية والكلمات والتي تستخدم لزيادة احتمالية التحدث بطلاقة والتحكم في سرعة الكلام وتحسين مهارات التواصل (مثل: وضوح الكلام، ووضوح الرسالة)، تستعمل إستراتيجيات تعديل الكلام بغض النظر عما إذا كان المتأتئ يتوقع إنتاج كلمة معينة بطلاقة أو لا
مثلما قد يشعر الأشخاص بالحرج أو الخوف من ظهور التأتأة فقد يشعرون أيضا بمشاعر سلبية عند استخدام إستراتيجيات تعديل الكلام (Speech modification strategies) حيث أن هذه الإستراتيجيات غالبا ماتجعل طريقة كلامهم مختلفة عن الطبيعي.

### إستراتيجيات تعديل التأتأة
انشأ فان ريبر (Van Riper) عام 1973 إستراتيجيات تعديل التأتأة والتي تتضمن أربعة مراحل: (1) التعرف على المريض، (2) إضعاف الحساسية من الاضطراب، (3) التعديل، (4) التعميم، تهدف هذه الإستراتيجيات إلى تقليل التوتر الجسدي والصعوبات التي يواجهها المتأتئ عن طريق مساعدته على تحديد السلوكيات الرئيسية للتأتأة والسلوكيات الجسدية المصاحبة لها وتحديد موقع التوتر الجسدي أثناء التأتأة وأخيرا تقليل هذه التوترات الجسدية Van Riper, C.) (1973)).
تساعد هذه الإستراتيجيات على تعلم آلية الكلام وتعلم كيفية عمل هذه الآلية خلال الكلام بسلاسة والكلام دون سلاسة بحيث يمكنهم التعديل على هذه الآلية، إن زيادة وعي الفرد وزيادة مهارات المراقبة الذاتية يساعدان على تقليل السلوكيات الغير منتجة التي تتداخل مع الكلام، من الممكن أيضا أن يساعدان في إجراء تعديلات على لحظات التأتأة بحيث يتم تقليل التوتر الجسدي المصاحب لها وجعل التأتأة أقصر وأقل تأثيرا على التواصل.
- تشمل إستراتيجيات تعديل التأتأة التقليدية التالي: (Manning & DiLollo, 2018)
- التحضير (Preparatory set): في هذه الإستراتيجية يتوقع المتأتئ التأتأةَ -قبل حدوثها- فيستعمل إستراتيجيات تعديل التأتأة (مثل: إطالة أصوات الكلام عمدا والتلامس الخفيف لأعضاء الكلام عند النطق) أثناء إصدار الكلمة التي توقع حدوث التأتأة فيها؛ لإدارة لحظات التأتأة بشكل أكثر فعالية.
- الاعتدال (Pull-out): تُستعمل هذه الإستراتيجية أثناء حدوث التأتأة، بحيث إذا تأتأ المتحدث في كلمة فإنه يحول لحظة التأتأة هذه إلى تأتأة أكثر سلاسة عن طريق إحداث بعض التعديلات في الهواء المتدفق من الرئة وفي عملية إنتاج الصوت الناتجة عن حركة الطيات الصوتية (voicing) وتعديلات في المسالك الصوتية (vocal tract).
- الإلغاء (Cancellation): تُستخدم هذه الإستراتيجية بعد حدوث التاتأة، بحيث إذا تأتأ المتحدث في كلمة معينة وانتهى من تلك الكلمة فإنه يتوقف قليلا لعدة ثواني ليفحص ويتذكر حالة جسده أثناء نطق تلك الكلمة، ومن ثم يقوم بإجراء تعديلات في الهواء المتدفق من الرئة وفي عملية إنتاج الصوت الناتجة عن حركة الطيات الصوتية (voicing) وتعديلات في المسالك الصوتية

(vocal tract) لإصدار الكلمة مرة أخرى بسهولة أكثر.
- تتطلب هذه الإستراتيجيات الثلاثة تحديد لحظة التأتأة – قبل وأثناء وبعد حدوثها- وإجراء تعديلات للتقليل من التوتر الجسدي المصاحب للتأتأة.
يعتمد اختيار إستراتيجية من تلك الإستراتيجيات الثلاثة على وقت انتباه المتحدث لوجود التأتأة - توقعها قبل حدوثها أو انتبه لها أثناء لحظة التأتأة أو بعد لحظة التأتأة - (Van Riper, 1973).
وتعتبر إستراتيجيات تعديل التأتأة مثل إستراتيجيات تعديل الكلام من ناحية أنهما يطبقان تدريجيا من الأسهل إلى الأصعب في مواقف التحدث المختلفة باختلاف المتطلبات اللغوية والضغوط البيئية.

### التغذية السمعية الراجعة المعدلة
أُستخدمت التغذية السمعية الراجعة المعدلة (Altered auditory feedback) قبل أكثر من خمسين عاما في علاج التأتأة
تتضمن التغذية السمعية الراجعة المعدلة التقنيات التالية: تأخير التغذية السمعية الراجعة (delayed auditory feedback) والتغذية الراجعة متغيرة التردد (frequency altered feedback) والتغطية (masking) والقراءة الجماعية بصوت مسموع (chorus reading).
- التغطية (masking): وهي عندما يتم تعديل التغذية السمعية الراجعة عن طريق استماع المتحدث لضجيج يمنعه من سماع نفسه أثناء حديثه إما منعا تاما أو جزئيا. h[26]
- تأخير التغذية السمعية الراجعة (delayed auditory feedback): وتحدث عندما يتم تأخير إيصال صوت المتحدث لأذنه، وعادة يكون التأخير بمقدار 50-100 ميلي ثانية فيكون تأثير هذا التأخيرعلى المتحدث بأنه يستمع إلى كلامه الذي قاله فقط قبل قليل - أي يسمعه متأخرا قليلا -[28]
- التغذية الراجعة متغيرة التردد (frequency altered feedback): وتحدث عندما يتم تغيير تردد صوت المتحدث حيث يسمع صوت نفسه مختلفا عن العادة فيكون إما أكثر حدة أو أقل حدة.[28]

- لم تكن نتائج الدراسات التي أجريت لدراسة تقنيات التغذية السمعية الراجعة المعدلة متوافقة؛ حيث أظهرت النتائج أن بعض الأشخاص أظهروا انخفاضًا كبيرًا في التأتأة، بينما تحسن البعض قليلا أو لم يتحسنوا على الإطلاق.

### الأدوية والعلاجات
لم يتم اعتماد أي دواء لعلاج التأتأة من قبل إدارة الغذاء والدواء الأمريكية (إدارة الغذاء والدواء)، ولكن تم استعمال بعض الأدوية التي تم تأكيد فعاليتها في علاج بعض الحالات الصحية الأخرى مثل: الصرع والقلق والاكتئاب لعلاج التأتأة، وبالرغم من ذلك فإن هذه الأدوية غالبا مايكون لها تأثيرات جانبية تمنع استخدامها لمدة طويلة. ويجب مراجعة الطبيب المختص قبل أخذ أي نوع من العلاجات الدوائية للتأتأة؛ للتأكد من تأثيراتها السلبية والإيجابية.

### الدعم
متختلف مجموعات الدعم أو مجموعات المساعدة الذاتية عن مجموعات العلاج لأن وظيفتها الأساسية هي توفير جو يمكن للأعضاء من خلاله مشاركة مشاعرهم بحرية وتنمية إحساس الترابط مع الأعضاء الآخرين الذين يتلعثمون، وتعمل كذلك على توفير فرص ممتازة للحفاظ على التحسن الذي تم تحقيقه بالعلاج ولتطبيق مهارات الطلاقة المكتسبة حديثًا خارج عيادة النطق والتخاطب. (Guitar, B. (2013
تساعد مجموعات الدعم في معالجة المشاعر والمواقف المرتبطة بالتلعثم، كما وتعمل البيئة الداعمة لهذه المجموعات على تزويد الأفراد الذين يتلعثمون بفرص لتحسين مهارات الاتصال مع الأشخاص الآخرين. تعد مجموعات الدعم خطوة مهمة وناجحة في نقل مهارات الطلاقة من العيادة إلى «العالم الحقيقي».

### توقعات تطور الحالة
يتحسن معظم الأطفال الذين يعانون من التلعثم تدريجياً، حتى بدون تدخل علاجي، ما يقارب 80% من الأطفال الذين يعانون من التلعثم يتعافون تلقائياً أو مع علاج النطق في سن 16 عاماً. ويساعد العمل مع اختصاصي التخاطب في تخفيف أعراض التلعثم لدى الأطفال الذين يعانون من تلعثم مهما كانت شدته وأولئك الذين يستمر التلعثم معهم إلى مرحلة المراهقة، خصوصاً عندما يبدأ العلاج في وقت مبكر
بمجرد أن يثبت التلعثم ويطور الطفل سلوكيات ثانوية، تصبح توقعات تطور الحالة أكثر حذرًا (Guitar, B. (2013)، وفقط 18% من الأطفال الذين ثبت تلعثمهم يتعافون تلقائيًا بعد خمس سنوات.
```
يتم تصنيف التلعثم الذي يستمر بعد سن السابعة على أنه تلعثم مستمر، ويرتبط بفرصة أقل بكثير للشفاء. ومع ذلك، فإنه مع العلاج قد يصبح الطفل طلق في الكلام ولا تتضح عليه أعراض التلعثم.
[
33
]
```

### التنفس الغشائي
العديد من مبادرات العلاج، على سبيل المثال برنامج McGuire، ومشروع Starfish، تدعو جميعها إلى التنفس الغشائي (أو التنفس الساحلي) كطريقة يمكن من خلالها التحكم في التأتأة.
كانت نظريات جالين المختلطة مؤثرة في أوروبا في العصور الوسطى لعدة قرون ففي هذه النظرية، يعزى التأتأة إلى اختلالات الفكاهة الجسدية الأربعة: الصفراء الصفراء، والد، والصفراء السوداء والبلغم فقد اقترح هيرونيموس ميركورياليس، الذي كتب في القرن السادس عشر، طرقًا لمعالجة عدم التوازن بما في ذلك التغييرات في النظام الغذائي وتقليل الرغبة الجنسية (عند الرجال فقط) والتطهير اعتقادا منه الخوف من زيادة التأتأة، فاقترح تقنيات للتغلب على ذلك استمر التلاعب المختلط كعلاج مهيمن بسبب التأتأة حتى القرن الثامن عشر   فبسبب الافتقار المتصور للذكاء بسبب تأتأة، فإن الرجل الذي أصبح الإمبراطور الروماني «كلوديوس» كان في البداية متجنبًا من أعين العامة واستبعد من منصبه العام وبالنسبة لأوروبا وما حولها فقد حدث في القرنين الثامن عشر والتاسع عشر أن تمت التوصية بالتدخلات الجراحية للتأتأة، بما في ذلك قطع اللسان بالمقص، وإزالة إسفين مثلثي من اللسان الخلفي، وقطع الأعصاب، أو عضلات الرقبة والشفاه وأوصى آخرون بتقصير الأشعة فوق البنفسجية أو إزالة اللوزتين فتم التخلي من قبل الجميع بسبب الخطر الشديد المتمثل في النزيف حتى الموت وفشلهم في التوقف عن التأتأة بشكل أقل حدة، فقد وضع جان مارك غاسبار إيتارد صفيحة ذهبية متشعبة صغيرة تحت اللسان لدعم العضلات الضعيفة.

## التاريخ
بسبب الصوت غير الطبيعي الذي يتم إصداره والسلوكيات والمواقف التي تصاحب التعلثم، فقد كان لفترة طويلة موضوع اهتمام علمي وتكهنات بالإضافة إلى التمييز والسخرية. يمكن تتبع الأشخاص الذي يتلعثمون في القرون الماضية إلى أمثال ديموسيديس الذي حاول السيطرة على عدم طلاقة الكلام من خلال التحدث والحصى داخل فمه. يفسر الـتلمود الكتاب المقدس للإشارة إلى أن نبي الله موسى كان أيضاً شخصاً متلعثماً. ويذكر ذلك أيضاً في القرآن الكريم حيث أنه تم وضع قطعة من "الجمر" جمر في فمه ما جعله بطيئاً ومتردداً في الكلام"، كما في (وَأَخِي هَارُونُ هُوَ أَفْصَحُ مِنِّي لِسَانًا فَأَرْسِلْهُ مَعِيَ رِدْءًا يُصَدِّقُنِي ۖ إِنِّي أَخَافُ أَن يُكَذِّبُونِ) سورة القصص. آية 34. القرآن
كانت نظريات جالينوس الأخلاقية مؤثرة في أوروبا في العصور الوسطى لعدة قرون بعد ذلك. في هذه النظرية، يُعزي التلعثم إلى اختلال توازن أخلاط الجسم الأربعة - الصفراء والدم والصفراء السوداء والبلغم. اقترح هيرونيموس ميركورياليس، الذي كتب في القرن السادس عشر، طرقًا لتصحيح الخلل بما في ذلك التغييرات في النظام الغذائي، وانخفاض الرغبة الجنسية (عند الرجال فقط)، والتطهير. اعتقادًا منه أن الخوف يؤدي إلى تفاقم التأتأة (ٍStuttering)، واقترح تقنيات للتغلب عليها. استمرت التكهنات غير العلمية السائدة في أن يكون هنالك علاجاً للتلعثم حتى القرن الثامن عشر. ولاحت جزئياً فكرة أن المتلعثم ينطوي عليه نقص ذكاء ملحوظ بسبب تلعثمه، تم إبعاد المتلعثم الذي أصبح الإمبراطور الروماني كلوديوس في البداية عن نظر الجمهور واستُبعد من المناصب العامة.
وحوالي القرنين الثامن عشر والتاسع عشر، في أوروبا، تمت التوصية بالتدخلات الجراحية كعلاج لمشكلة التلعثم، بما في ذلك قطع اللسان بالمقصّ، وقطع الأعصاب، أو عضلات الرقبة والشفة. وأوصى آخرون بتقصير اللهاة (لهاة الحلق) أو استئصال اللوزتين. تم التخلي عن تلك الأفكار بسبب ارتفاع خطر النزيف حتى الموت وعدم جدواها كعلاج للتلعثم. بشكل أقل حدة، وضع جان مارك إيتارد صفيحة ذهبية صغيرة متشعبة تحت اللسان لدعم العضلات «الضعيفة».
البريطاني الشهير الذي تلعثم هو الملك جورج السادس ملك المملكة المتحدة. مر جورج السادس بسنوات من علاج النطق، وكان أنجحها تحت إشراف معالج النطق الأسترالي ليونيل لوغ بسبب تلعثمه. تم تناول هذا الأمر في الفيلم الحائز على جائزة الأوسكار خطاب الملك (2010) والذي يلعب فيه كولن فيرث دور جورج السادس. الفيلم مقتبس من سيناريو أصلي لديفيد سيدلر الذي اعتاد التلعثم عندما كان طفلاً حتى سن 16.
حالة أخرى جديرة بالذكر من الشخصيات الشهيرة عبر التاريخ، رئيس الوزراء البريطاني ونستون تشرشل. حيث ادعى تشرشل أن تلعثمه لم يسبب مشكلة كبيرة له وقال «التلعثم أو التوقف الطفيف في الكلام في بعض الأحيان قد يساعد في جذب إنتباه الجمهور»
ومع ذلك، فإن أولئك الذين عرفوا تشرشل وعلقوا على أرشفة 2012-01-13 في آلة واي باك مشين على تلعثمه، يعتقدون أنها كانت مشكلة كبيرة بالنسبة له. من ذلك، علقت سكرتيرته فيليس موير قائلة: «ولد ونستون تشرشل متلعثماً» وفي كتابها الصادر عام 1941، كانت السكرتير الخاص لنستون تشرشل، كما أشارت إلى حادثة حيث تلعثم في قوله «إنها ببساطة رائعة» «'It’s s-s-simply s-s-splendid,'، كتب لويس جيه ألبير، الذي ساعد في ترتيب جولة في الولايات المتحدة، في المجلد 55 من The American Mercury (1942) أن» تشرشل كافح للتعبير عن مشاعره ولكن تلعثمه حوّل وجهه إلى اللون الأرجواني«وأن» تشرشل وُلد بتلعثم ولدغة (توضيح) «و» كلاهما ناتج إلى حد كبير عن خلل في حلقه، و «من صفات مثابرة الرجل أنه على الرغم من تلعثمه إلى أنه كان أحد أعظم الخطباء في عصرنا».
لقرون عدة، راجت عدة علاجات للتلعثم مثل شرب الماء باستمرار من قوقعة الحلزون لبقية حياة المرء، وتقوية عضلة اللسان، واستخدمت العديد من العلاجات العشبية. وبالمثل، فقد اشترك الناس في الماضي في نظريات حول أسباب التلعثم، والتي تعتبر شديد الغرابة اليوم. تضمنت الأسباب المقترحة للتلعثم دغدغة الرضيع كثيراً، أو تناول الطعام بشكل خاطئ أثناء الرضاعة الطبيعية، أو السماح للرضيع بالنظر في المرآة، أو قص شعر الطفل قبل أن يتكلم الطفل بأول كلماته، أو أن يكون لسانه صغير جداً، أو يكون من «عمل الشيطان».
بدأ بعض الأشخاص الذين يتلعثمون، وهم جزء من حركة حقوق المعاقين، بإحتضان أصواتهم المتلعثمة كجزء مهم من هويتهم. في يوليو 2015، أعلنت وزارة الدفاع البريطانية عن إطلاق "Defence Stammering Network launched" التي تحمل هدف دعم ومناصرة مصالح العسكريين البريطانيين وموظفي وزارة الدفاع الذين يتلعثمون ولزيادة الوعي بهذه الحالة.